# طيران مالطا
طيران مالطا (بالإنجليزية: Air Malta)‏. هي شركة الطيران الوطنية المالطية. تسير 36 وجهة في أوروبا وشمال أفريقيا من مقرها في اللقة. وتتخذ من مطار مالطا الدولي مركزا لها.
يقع المكتب الرئيسي للشركة في الدور 2 من مركز سكاي باركس للأعمال، الواقع في مطار مالطا الدولي في اللقة. في الستينيات والسبعينيات كان المكتب الرئيسي لشركة طيران مالطا السابقة في سليمة.

## تاريخ
كانت مالطا مستعمرة بريطانية، حيث كان الركاب يعتمدون في سفرهم على السفن أو على أساطيل شركات طيران أجنبية (خصوصا منها البريطانية)، ولكن بعد إعلان الاستقلال، قررت الحكومة الجديدة تأسيس شركة وطنية بقرار من مجلس النواب وكان ذلك في 21 مارس 1973.
بدأت بتسيير رحلاتها في الأول من أبريل عام 1974 بواسطة طائرتي بوينغ 720 نحو كل من طرابلس وفرانكفورت ولندن وباريس ومانشستر وروما. في عام 1982 اشترت 3 طائرات من نوع بوينغ 737، وتم تسليمها عام 1983. وفي 1986 أعادت شراء طائرتين من نفس الصنف. وقدمت طيران مالطا طلبا لشراء أول طائرة من نوع إيرباص إيه 320 في 1987، وفي 1989 طالبت إضافة خيارات عليها. كما تم بيع الطائرتين من صنف بوينغ 720. وفي 1992 طلبت مرة أخرى طائرتين أخرى ين من نوع 800-737. وفي نفس العام، طلبت 4 طائرات من نوع آفرو آر جي 70 لتسيير رحلات نحو كل من كتلونيا وبلرم وتونس والمنستير.
بعد افتتاح مطار مالطا دولي في عام 1992، تم إنشاء نظم للشحن، ويتضمن نقل البضائع على رحلاتها، وعام 1994 أطلقت طيران مالطا مركزا للبضائع. توظف الشركة 1380 شخصا، وهي مملوكة من قبل الحكومة المالطية بنسبة (98 ٪) والقطاع الخاص بنسبة (2 ٪). كما أنها تمتلك 25 ٪ من الشركة ميدافيا. وبحسب رابطة شركات الطيران الأوروبية عام 2006، فإن طيران مالطا من بين أقل الشركات التي تشهد فقدان حقائب المسافرين في كامل أنحاء أوروبا. وفي يوليو 2002، أعلنت بأن أسطولها سيضم إيرباص إيه 320 وإيرباص إيه 319، وأن آخر طائرة ستسلم في 2007. وحققت طيران مالطا نجاحات في قطاع الرحلات ذات التكلفة المنخفضة، فعلى سبيل المثال تقوم باستئجار طائرات في موسم الشتاء لتحقيق أكبر قدر من الأرباح.

## الوجهات

### اتفاقية الرمز المشترك
لدى طيران مالطا اتفاقية الرمز المشترك مع الشركات التالية:
- إيروفلوت
- طيران البلطيق[7][8]
- الخطوط الجوية الفرنسية
- طيران صربيا
- الخطوط الجوية النمساوية
- الخطوط الجوية البلجيكية
- الخطوط الجوية التشيكية
- طيران الإمارات
- الاتحاد للطيران
- إيتا (شركة طيران)[9]
- الخطوط الجوية الملكية الهولندية
- لوفتهانزا
- الخطوط الجوية القطرية
- الخطوط الجوية الدولية السويسرية
- الخطوط الجوية التركية

## الأسطول

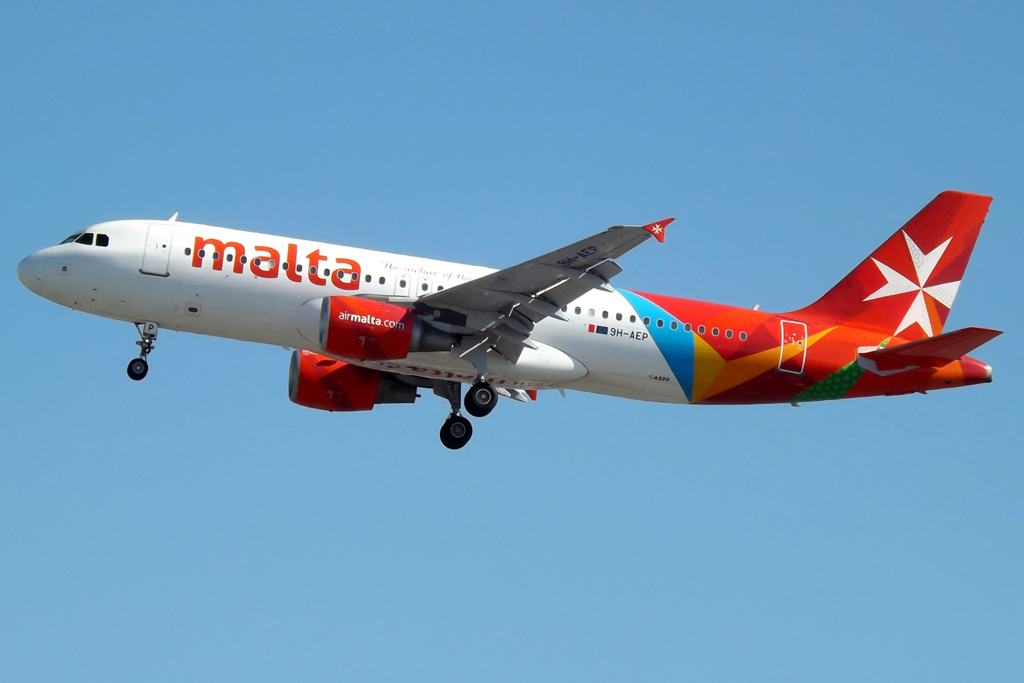
طائرة إيرباص إيه 320 تابعة للشركة

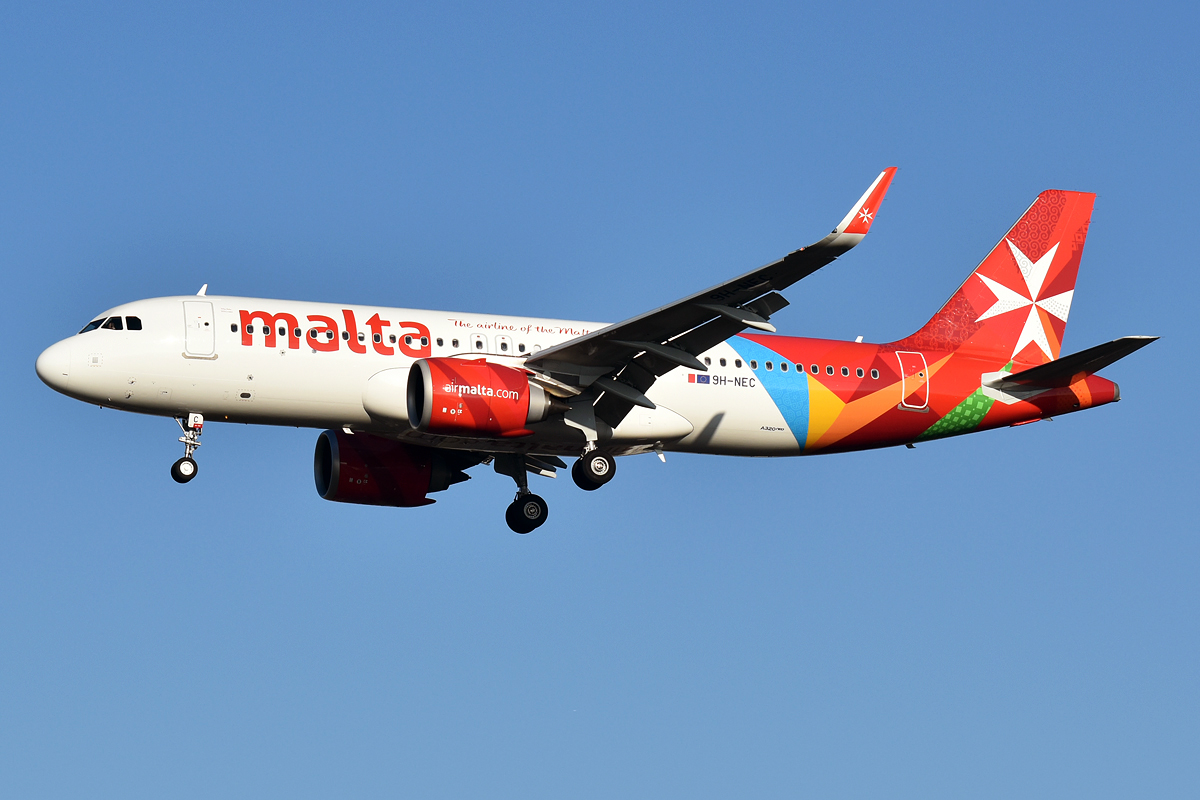
طائرة إيرباص إيه 320 نيو تابعة للشركة

### الأسطول الحالي
اعتبارًا من فبراير 2023، تشغل طيران مالطا الطائرات التالية:

### الأسطول التاريخي
سبق لشركة طيران مالطا تشغيل الطائرات التالية:
- إيرباص إيه 319[12]
- بريتش ايروسبيس 146[13]
- بوينغ 720[14]
- بوينغ 727[15]
- بوينغ 737[13]
- بوينغ 737-300[13]
- بوينغ 737-400[16]
- كونفير 880[17]

## وصلات خارجية
- الموقع الرسمي